# 紅黃道蟹
紅黃道蟹（學名Cancer productus），又名Red rock crab。是一種黃道蟹屬的蟹，分佈在北美洲西岸。

## 特徵

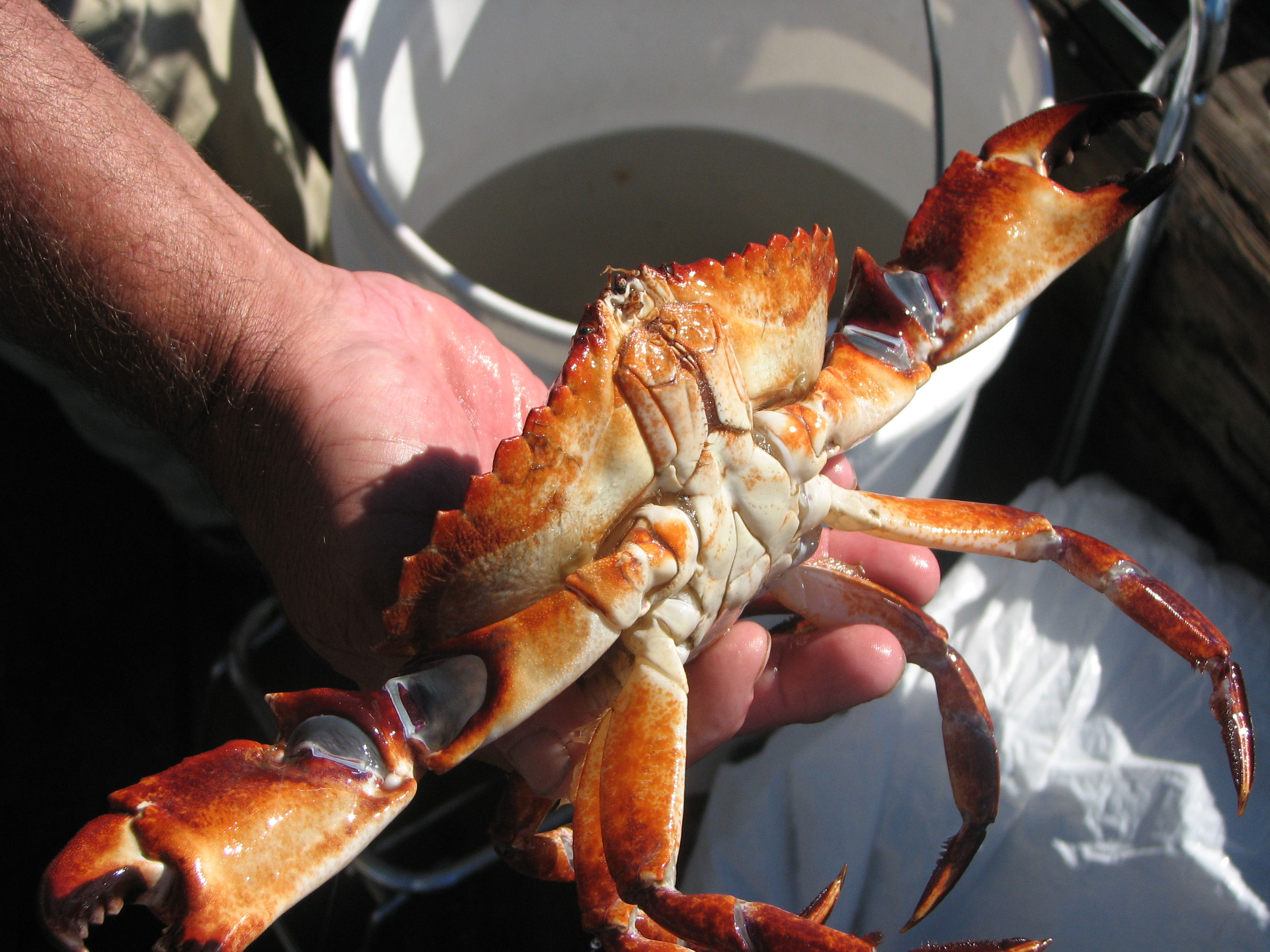
紅黃道蟹的鉗尖呈黑色。

紅黃道蟹的甲殼很闊及圓，牙齒位於眼睛之間，大小及形狀相同。它們闊達20厘米。鉗很大，尖端黑色。它們的鉗上沒有鋸齒或伸出物。成體全身呈磚紅色。幼體有多種顏色，一般都是白色，有時有紅點或斑馬般的斑紋。

## 分佈及棲息地
紅黃道蟹分佈在阿拉斯加的科迪亞克島至下加利福尼亞州的聖馬丁島。它們棲息在潮間帶中間，水深達79米的地方。

## 生物學
紅黃道蟹是肉食性的。在普吉特海灣，它們會用鉗壓碎藤壺食用。它們也會吃細小的蟹及死魚。雌蟹於10月至6月間的殼會變軟，此時就會進行交配。公蟹於此時會保護雌蟹。 它們卻是北太平洋巨型章魚的獵物。

## 漁業
紅黃道蟹只有休閒垂釣才會被捕獲，當地並沒有商業的漁業。它們並不像首長黃道蟹般受歡迎，因其肉量很少。不過，它們的肉質很甜美。在華盛頓州，無論公蟹或是雌蟹，只要甲殼多於5吋就可以漁獵。

## 外部連結
- Walla Walla University Marine Inverts Key: Cancer productus

Washington Fish and Wildlife https://wdfw.wa.gov/species-habitats/species/cancer-productus （页面存档备份，存于）